# 二次代謝産物
二次代謝産物（にじたいしゃさんぶつ、二次代謝物、英: secondary metabolite）は、生物の細胞成長、発生、生殖には直接的には関与していない有機化合物である。一次代謝産物とは異なり、二次代謝産物の欠如は、即時の死に至らないが、生物の生存や繁殖力、美しさにおいて長期間の障害を与えるか、あるいは顕著な変化は全くないこともある。二次代謝産物は、しばしば狭い範囲の系統学的グループに属する種に制限される。二次代謝産物は植物の感染防御やその他の種間の防御に重要な役割を果たしている場合が多い。近年は二次代謝産物ではなく特化代謝産物と呼ばれるようになっている。

## 区分・分類
人類に興味を持たれている二次代謝産物のほとんどは、それらの生合成的な起源に基づいて分類されている。二次代謝産物は一次代謝産物合成酵素から変異した酵素を用いたり、一次代謝産物の基質を「借用」したりするため、下記の分類に属する化合物群が全て二次代謝産物という訳ではない（例えばステロイドなど）。

### 小さな「低分子化合物」
- アルカロイド（多くは低分子の高度に誘導体化されたアミノ酸〔真正アルカロイド〕）:
  - ヒオスシアミン (Hyoscyamine)、シロバナヨウシュチョウセンアサガオ (Datura stramonium) に含まれる
  - アトロピン：ベラドンナ Atropa belladonnaに含まれる
  - コカイン：コカ Erythroxylon cocaに含まれる
  - スコポラミン：ナス科Solanaceae (nightshade) 植物に含まれる
  - コデイン、モルヒネ：ケシ Papaver somniferumに含まれる
  - テトロドトキシン：フグやいくつかの有尾目に含まれ、微生物が生産している
  - ビンクリスチン、ビンブラスチン：ニチニチソウに含まれる細胞分裂阻害物質
- テルペノイド（セミテルペンの重合により合成される）:
  - アザジラクチン：インドセンダン（ニーム）に含まれる
  - アーテミシニン：クソニンジン Artemisia annuaに含まれる
  - テトラヒドロカンナビノール：大麻Cannabis sativaに含まれる
  - ステロイド（特定の環構造を有するテルペノイド） 
    - サポニン（植物ステロイド。多くはグリコシル化されている）
- グリコシド（高度に誘導体化された糖）:
  - ノジリマイシン (Nojirimycin)
  - グルコシノレート
- フェノール:
  - レスベラトロール
- フェナジン:
  - ピオシアニン (Pyocyanin)
  - フェナジン-1-カルボン酸と誘導体

### 大きな「低分子化合物」
- ポリケチド:
  - エリスロマイシン
  - ジルコデルモリド (Discodermolide)
- 脂肪酸合成酵素産物 :
  - FR-900848
  - U-106305
  - フロログルシノール
- 非リボソームペプチド:
  - バンコマイシン
  - チオストレプトン (Thiostrepton)
  - ラモプラニン (Ramoplanin)
  - テイコプラニン (Teicoplanin)
  - グラミシジン
  - バシトラシン
- 上記の3つの分類の複合体:
  - エポチロン
- ポリフェノール

### 非「低分子化合物」
DNA、RNA、リボソーム、多糖類など古典的な生体高分子
- リボソームペプチド:
  - Microcin-J25